# San Fernando (Kalifornia)
San Fernando város az USA Kalifornia államában, Los Angeles megyében. Lakosainak száma 23 946 fő (2020. április 1.).

## Népesség
A település népességének változása:
| Lakosok száma | 3204 | 23 645 | 23 946 |
|               | 1920 | 2010   | 2020   |